# Salix rorida
Salix rorida — вид квіткових рослин із родини вербових (Salicaceae).

## Морфологічна характеристика
Це дерево до 15 метрів заввишки; кора сірувато-коричнева, спочатку сірувато-зелена; крона баштоподібна чи куляста. Гілочки червонувато-брунатні, голі; 2-річні гілочки з нальотом. Листкова ніжка ≈ 8 мм; листкова пластинка ланцетоподібна або зворотно-ланцетна, 8–12 × 1–2 см, гола, запушена в молодості, абаксіально (низ) з нальотом, адаксіально тьмяно-зелена, блискуча, край залозисто-пилчастий, верхівка загострена. Чоловіча сережка циліндрична, 1.5–3.5 × 1.8–2 см. Жіноча сережка циліндрична, 3–4 × 1–1.5 см, до 5 см у плоді.

## Середовище проживання
Китай [Хебей, Хейлунцзян, Цзілінь, Ляонін, Внутрішня Монголія], Японія, Корея, Монголія, Далекий Схід. Населяє ліси, гори, береги річок; на висотах 300–600 метрів.

## Використання
Часто вирощується для захисту насипів. Використовується для виготовлення деревини, плетіння лозоплетених виробів, як нектароносна рослина. Інші способи використання включають дублення та екстракцію саліцилу.